# Daniel Méndez
Pour les articles homonymes, voir Méndez.
Méndez  Noreña est un nom espagnol. Le premier nom de famille, en général paternel, est Méndez ; le second, en général maternel, souvent omis, est Noreña.
Daniel Alejandro Méndez Noreña est un coureur cycliste colombien, né le 2 juin 2000 à Bogota et membre de l'équipe EPM-Go Rigo Go. 

## Biographie
En 2017, il évolue dans l'équipe junior Esteban Chaves Bike, avec laquelle il obtient quelques résultats (2e de la 3e étape du Tour de l'Avenir de Colombie).
En 2019, il était membre de l'équipe colombienne AV Villas.

## Palmarès
- 2018
  - Classement général du Challenge Montaña Central de Asturias Junior[3]
- 2023
  - Vuelta al Valle del Cauca
  - 4e étape du Tour de Colombie
  - 2e étape de la Clásica de Marinilla
  - 2e étape de la Clásica de Girardot
  - 2e de la Clásica de Marinilla
  - 2e de la Vuelta a Boyacá
- 2024
  - 2e de la Vuelta Bantrab

## Classements mondiaux
| Année                                 | 2020  | 2021  | 2022 | 2023  | 2024 |
| ------------------------------------- | ----- | ----- | ---- | ----- | ---- |
| Classement mondial                    | 1895e | 2339e | nc   | 2685e | 988e |
| UCI America Tour                      | 178e  | 395e  | nc   | nc    | nc   |
|                                       |       |       |      |       |      |
| Légende : nc = non classéSource : UCI |       |       |      |       |      |